# Mpanzu Bamenga
P. (Mpanzu) Bamenga (Kinshasa (Zaïre), 12 juli 1985) is een Nederlands politicus namens D66. Sinds 6 december 2023 is hij lid van de Tweede Kamer der Staten-Generaal.

## Biografie

### Jeugd en opleiding
In 1994 vluchtte Bamenga met zijn moeder en broer uit Zaïre (het tegenwoordige Congo-Kinshasa). Hij deed de mavo aan het Christiaan Huygens College in Eindhoven en volgde vervolgens een administratief-juridische opleiding middelbaar beroepsonderwijs aan het Summa College, van 2001 tot 2005. Bamenga haalde vervolgens zijn bachelor rechten aan de Juridische Hogeschool Avans-Fontys te Tilburg en volgde Europees vreemdelingen- en asielrecht aan de Université libre de Bruxelles en Nederlands recht aan de Radboud Universiteit. 

### Politiek
Van 2018 tot 2023 was Bamenga gemeenteraadslid in Eindhoven. In die periode won hij een rechtszaak tegen de Koninklijke Marechaussee wegens etnisch profileren. Bamenga kreeg hiervoor de (jaarlijkse) prijs van het College voor de Rechten van de Mens. In 2021 werd zijn initiatiefvoorstel tot een onderzoek naar het slavernijverleden van de stad Eindhoven aangenomen.
Bij de Tweede Kamerverkiezingen van 2023 stond Bamenga op plaats 9 van de D66-kandidatenlijst, wat nipt voldoende was om per 6 december dat jaar tot de Kamer toe te treden.
Mpanzu Bamenga · Rob Jetten · Jan Paternotte · Wieke Paulusma · Anne-Marijke Podt · Ilana Rooderkerk · Joost Sneller · Hans Vijlbrief · Hanneke van der Werf
- Parlement.com: vm6fi3lewzx5